# Colin

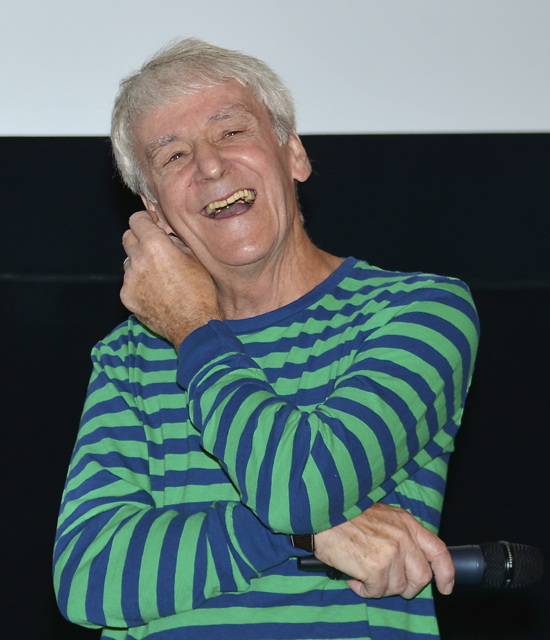
Colin Nutley, 2014

Colin är ett brittiskt mansnamn, en kortform av det grekiska namnet Nikolaus och ett anglicized namn från skotska Cailean. I Sverige finns i maj 2025 3 932 personer med namnet.
Namnsdag saknas i Sverige. I den finlandssvenska namnsdagslängden har Colin namnsdag 7 november sedan 2020.

## Personer vid namn Colin
- Colin Breed, brittisk politiker
- Colin Burgon, brittisk politiker
- Colin Cameron, skotsk fotbollsspelare
- Sir Colin Campbell, 1st Lord of Lochow (1230–), skotska ätten Campbells stamfar
- Colin Campbell (affärsman) (1686–), skotsk-svensk affärsman
- Colin Campbell (fältherre) (1792–), skotsk fältherre
- Colin Campbell (regissör) (1859–), brittisk-amerikansk regissör
- Colin Campbell (skådespelare), (1883–), brittisk-amerikansk skådespelare
- Colin Campbell (geolog) (1931–), brittisk geolog
- Colin Campbell (skådespelare) (1937–), brittisk skådespelare
- Colin Campbell (ishockeyspelare) (1953–), kanadensisk ishockeyspelare
- Colin Campbell (skådespelare) (1968–), amerikansk skådespelare
- Colin Challen, brittisk politiker
- Colin Chapman, racerförare och bilkonstruktör
- Colin Davis (1927–2013), brittisk dirigent
- Colin Davis (racerförare) (1933–2012), brittisk racerförare
- Colin Firth, brittisk skådespelare
- Colin Forbes, brittisk författare (pseudonym)
- Colin Friels, skotsk-australisk skådespelare
- Colin Hanks, amerikansk skådespelare
- Colin Hay, skotsk-australisk musiker
- Colin Jackson, brittisk friidrottare
- Colin Jordan, brittisk politiker
- Colin Linden, kanadensisk bluesartist
- Colin Maclaurin, skotsk matematiker
- Colin Nutley, brittisk-svensk regissör
- Colin Powell, amerikansk militär och politiker

## Fiktiva
- Colin Creevey, en sagofigur i Harry Potter